# CA Antivirus
CA Anti-Virus — антивирусное программное обеспечение, разрабатываемое Computer Associates. Предоставляет защиту от вирусов, троянских программ, шпионских программ, а также централизованный механизм обновлений всех объектов антивирусной защиты. Предназначено как для защиты отдельных десктопов, так и для гетерогенных корпоративных сетей с большим количеством серверов и рабочих станций.
Подразделение, занимавшееся разработкой антивируса, в настоящий момент продано компанией Computer Associates. Обозревателями отмечается крайне низкий процент обнаружения угроз и редкий выпуск обновлений.